# Węzeł potrójny Macquarie

Płyty tektoniczne

Węzeł potrójny Macquarie (ang. Macquarie Triple Junction) – węzeł potrójny na południowym Oceanie Spokojnym.
W tym miejscu stykają się płyty tektoniczne: indoaustralijska (ściślej australijska),  pacyficzna i antarktyczna. Oddzielają je grzbiety śródoceaniczne: Australijsko-Antarktyczny, Południowopacyficzny i uskok transformacyjny Macquarie.

## Literatura
- Falconer, R. K. H. (1972). "The Indian-Antarctic-Pacific triple junction". Earth and Planetary Science Letters 17 (1): 151–158. Bibcode 1972E&PSL..17..151F. doi:10.1016/0012-821X(72)90270-1.